# Sono (Burkina Faso)
Sono è un dipartimento del Burkina Faso classificato come comune, situato nella Provincia  di Kossi, facente parte della Regione di Boucle du Mouhoun.
Il dipartimento si compone del capoluogo e di altri 9 villaggi: Bantombo, Botte, Dankoumana, Kallé, Koury, Lanfiera-koura, Siéla, Soro e Zampana.